# Comando Ustargi
El comando Ustargi fue un grupo de la banda terrorista ETA cuyo campo de acción fue principalmente la provincia de Álava.

## Componentes
- Aitor García Aliaga
- Unai López de Ocáriz
- Roberto Lebrero Panizo[1]

## Atentados
- 09/06/2000: Colocación de un artefacto explosivo en una comisaría de Miranda de Ebro (Burgos)
- 19/07/2000: Colocación de una bomba en una sucursal de la Caja Vital en el centro comercial Gazalbide en Vitoria.[2]

## Detenciones
- 24/08/2001: Detención en Barcelona de Unai López de Ocariz, en aquel momento miembro del 'comando Barcelona'.[3]
- 16/10/2001: Detención en Plasencia de las Armas (Guipúzcoa) de Roberto Lebrero Panizo, en ese momento encuadrado en el 'comando Donosti'.
- 06/11/2001: Detención en Madrid de Aitor García Aliaga, en ese momento perteneciente al 'comando Madrid'.